# Riksförbundet Sveriges unga katoliker
Riksförbundet Sveriges Unga Katoliker (SUK) är en barn- och ungdomsorganisation för katoliker mellan 7 och 28 år i Stockholms katolska stift. Förbundet grundades 1934 som Sveriges katolska ungdomsförbund innan namnet ändrades 1949, och har sitt säte i Stockholm och står under beskydd av stiftets biskop. I verksamheten representeras stiftet av en stiftsungdomspräst. Medlemsantalet är svårberäknat, då en betydande del av de aktiva medlemmarna inte är registrerade. Förbundet har de senaste åren rapporterat drygt 2 000 medlemmar till ungdomsstyrelsen.
SUK är medlem i Landsrådet för Sveriges Ungdomsorganisationer, registrerat ungdomsförbund hos Ungdomsstyrelsen och var under 1996–1999 även medlemmar i den internationella samarbetsorganisationen FIMCAP.

## Historik
Under slutet av 1980-talet och början av 1990-talet växte flera av invandrargrupperna starkt inom katolska kyrkan i Sverige, bland annat från Mellanöstern, Latinamerika, Polen, Kroatien, Bosnien och Hercegovina, Eritrea och Etiopien, vilket ledde till att dessa stora ungdomsgrupper stärkte sin ställning i kyrkan och ungdomsförbundet, men samtidigt också att deras integration med svenska ungdomar och samhället i stort förbättrades. Under en tioårsperiod fördubblades SUK:s medlemsantal. I dag är det officiella medlemsantalet betydligt lägre. Detta beror på svårigheter att administrera medlemskapet, sedan ungdomsstyrelsen skärpt sina regler i mitten av 2000-talet. Många lokalföreningar känner sig tyngda av den dokumentation som krävs till ungdomsstyrelsen.
År 2010 intervjuades ordförande Alexander Kegel av Sveriges Radios program Kaliber om föreningens syn på homosexualitet, varvid föreningens hållning var att homosexualitet är fel och att homosexuella bör leva i celibat.

## Verksamhet
Bland de återkommande aktiviteterna som förbundet anordnar återfinns gemensamma resor till Världsungdomsdagen (VUD), som äger rum i Påvens närvaro vart tredje år, samt den c:a vartannat år återkommande Stiftsungdomsdagen (SUD), en slags mindre variant av Världsungdomsdagen.
2007 anordnade SUK en Nordisk Ungdomsdag (NUD), ett mellanting mellan Världsungdomsdagen och Stiftsungdomsdagen. NUD ägde rum i Vadstena 7-9 september 2007. 2009, 2010 och 2012 anordnades stiftsungdomsdagar i Vadstena och Skara.
2013 åkte SUK till världsungdomsdagen i Rio de Janeiro och 2019 i Panama.
Sedan 2009 har förbundets ordförande arvoderats i varierande grad.

### Bidrag
Organisationen får bidrag ifrån Myndigheten för ungdoms- och civilsamhällesfrågor (MUCF) som tidigare hette Ungdomsstyrelsen.
| År                       | 2016      | 2015      | 2015      | 2014      | 2013      | 2012    | 2011      |
| Organisationsbidrag MUCF | 1 343 590 | 1 368 776 | 1 420 374 | 1 469 903 | 1 404 120 | 409 000 | 1 241 119 |

## Tidigare ordförande
- Nils Nilzén, 1934–1936
- Frans Hausl, 1936
- Gerhard Bungerfelt, 1937–1939
- Anna Hamrén, 1939–1940
- Arne Rask, 1940–1942
- Arne Getzman, 1942–1946
- Gerhard Bungerfelt, 1946–1952
- Per Holmström, 1952–1955
- Johanna Schwartz, 1955–1957
- Wolfgang Kurtz, 1957–1961
- Hans Nyman, 1961–1963
- Hans Obermüller, 1963–1967
- Jozef Saers,  1967–1969
- Hans Saers,  1969–1972
- Margareta Jozwiak,  1972–1974
- Martin Johansson,  1974–1978
- Michael Lynn,  1978–1981
- Pehr Thorell,  1981–1984
- Johan Gärde, 1984–1987
- Peter Brune, 1987–1989
- Piroska Rathonyi, cirka 1989–1991
- Andreas Kuhn, cirka 1991–1993
- Mattias Andersson, cirka 1993–1995
- Jan Sundström, 1995–1998
- Anna Hallonsten-Urniaz, cirka 1998–2001
- Angelica Bielinski, cirka 2001–2003
- Saskia Offermans, cirka 2003–2005
- Ronny Elia, cirka 2005–2007
- Rebecca Offermans, 2007–2008
- Sara Lann, 2008–2009
- Alexander Kegel, 2009–2011
- Ravi Elia, 2011–2012
- Nasif Kasarji, 2012–2014
- Jessica Moussa, 2014–2016
- Fiorella Bastidas 2016-2018
- Vanessa Nacional 2018-2020
- Damiana Sabah Younan 2020-2023
- Karol Walko 2023-2024
- Zuzanna Jurus 2024-

### Fotnoter
1. ↑  ”OM SUK”. Sveriges unga katoliker. http://www.suk.se/viewNavMenu.do?menuID=7. Läst 30 september 2012.
2. ↑  Sveriges Radio. ”"Vi accepterar människorna – men inte beteendet" - Kaliber”. http://sverigesradio.se/sida/artikel.aspx?programid=1316&artikel=3750914. Läst 17 april 2017.
3. ↑  ”"Vi accepterar människorna – men inte beteendet" - Kaliber | Sveriges Radio”. Sveriges Radio (arkiverad web.archive.org). 16 april 2017. Arkiverad från originalet den 16 april 2017. https://web.archive.org/web/20170416221613/http://sverigesradio.se/sida/artikel.aspx?programid=1316&artikel=3750914. Läst 17 april 2017.
4. ↑  ”Vi har fått bidrag - Organisationsbidrag, Projektbidrag, EU-bidrag | MUCF”. www.mucf.se. https://www.mucf.se/vi-har-fatt-bidrag?org=Sveriges+unga+katoliker&projekt=&bidragsnamn=&bidragstyp=All&ort=&beviljatar=All. Läst 17 april 2017.
5. ↑  ”Vi har fått bidrag - Organisationsbidrag, Projektbidrag, EU-bidrag | MUCF (arkiverad)”. 17 april 2017. Arkiverad från originalet den 17 april 2017. https://web.archive.org/web/20170417164933/https://www.mucf.se/vi-har-fatt-bidrag?org=Sveriges%20unga%20katoliker&projekt=&bidragsnamn=&bidragstyp=All&ort=&beviljatar=All. Läst 17 april 2017.